# Bjärka landskommun
Bjärka landskommun var en tidigare kommun i dåvarande Skaraborgs län.

## Administrativ historik
Kommunen inrättades i Bjärka socken i Gudhems härad i Västergötland när 1862 års kommunalförordningar trädde i kraft. 
Vid kommunreformen 1952 uppgick landskommunen i Gudhems landskommun. Denna del utbröts därur 1971 och uppgick i Skara kommun.